# Monaco (police de caractères)
Pour les articles homonymes, voir Monaco (homonymie).
Monaco est une police de caractères à chasse fixe, sans empattement, créée par Susan Kare et Kris Holmes. Elle est intégrée au système Mac OS X d’Apple et était déjà présente dans toutes les versions précédentes du système d’exploitation Mac.